# Buchanan Street
Buchanan Street è una delle strade principali nel centro di Glasgow, in Scozia, e insieme ad Argyle Street e Sauchiehall Street è la principale via dello shopping della città. La strada corre a sud dalla fine di Sauchiehall Street e termina a sud di Argyle Street, alla stazione della metropolitana di St Enoch. L'intera strada è regolata come una strada pedonale, ma molte delle strade che attraversano Buchanan Street sono trafficate.
Nel 1999, l'intera strada è stata pavimentata con granito e illuminata con illuminazione al neon blu, che dà un chiaro contrasto allo stile vittoriano degli edifici lungo la strada. Il primo ministro Tony Blair ha svelato una statua del primo ministro della Scozia Donald Dewar in Buchanan Street, a nord, quell'anno. Lo stesso anno aprì anche il centro commerciale Buchanan Galleries, che si trova anch'esso nella parte settentrionale della strada. A causa del grande potenziale pubblico, la strada è molto popolare tra gli artisti di strada.

## Storia
Buchanan Street è stato il primo possesso di terreno (Feu) nel 1777 e prese il nome da un ricco Lord Tobacco ed ex Lord Provost di Glasgow, Andrew Buchanan di Drumpellier. Esso era proprietario del terreno su cui si era formata Argyle Street fino a nord di Gordon Street. Andrew era morto nel 1759 e il suo impero del tabacco fu ereditato dal figlio James Buchanan di Drumpellier (anch'esso due volte Lord Provost di Glasgow). La famiglia subì enormi perdite a seguito della Rivoluzione americana del 1776, perdendo tutte le loro piantagioni in Virginia. I membri della famiglia passarono alla produzione tessile e all'espansione industriale. La vendita del terreno era probabilmente almeno in parte dovuta per compensare queste perdite iniziali. Ville palladiane, simili a quelle del XVIII secolo in Argyle Street, Miller Street e Queen Street furono erette insieme ad altre case a schiera a partire dal 1790 in poi, simile alla nuova George Square e alla nuova Royal Exchange Square. Presto seguirono negozi, hotel, banche, uffici e club, tra cui il Western Club e l'Athenaeum, in seguito noto come Royal Scottish Academy of Music & Drama. A ovest di Buchanan Street seguirono rapidamente lo sviluppo di Blythswood Hill e Blythswood Square.

## Posizione
La strada si trova in una posizione centrale nel centro della città e quindi è servita da diversi mezzi di trasporto pubblico. Appena a nord della strada si trova la stazione degli autobus di Buchanan, che è la principale stazione degli autobus di Glasgow. A est si trova la Stazione di Glasgow Queen Street, con treni che percorrono le aree settentrionali e orientali della Scozia. Inoltre, ci sono due stazioni della metropolitana, la stazione della metropolitana Buchanan Street all'estremità settentrionale e all'estremità meridionale, la stazione della metropolitana St Enoch. Queste due stazioni sono quelle con il maggior traffico sulla metropolitana di Glasgow.